# Страсти по Шагалу
«Страсти по Шагалу» — российский мультипликационный фильм режиссёра Андрея Мельникова, оригинальная интерпретация жизни и творчества художника Марка Шагала.

## Сюжет мультфильма
Повествование ведётся от имени Марка Шагала (в мультфильме использованы цитаты из его книги «Моя жизнь»).
Первые воспоминания о витебском пожаре в день его рождения, первом рисунке, встрече с будущей женой…
Фильм заканчивается цитатой:
...Мне пришлось покинуть Родину, но в своих картинах я всегда оставался верен ей. Почему в России я всегда был пятым колесом в телеге, почему все что делаю я русским кажется странным, а мне кажется надуманным все, что делают они... Так почему же?! Не могу больше об этом говорить... Я слишком люблю Россию...

## Создатели
- Автор сценария: Андрей Мельников
- Режиссёр: Андрей Мельников
- Художники-постановщики:
  - Алексей Кондрашов
  - Андрей Мельников
- Аниматоры:
  - Дмитрий Палагин
  - Илья Суворкин
  - Екатерина Луньянова
  - Вера Красовская
- Компьютерная графика: Илья Суворкин
- Заливщики:
  - Ксения Киселёва
  - Антон Птицын
  - Светлана Птицына
  - Дмитрий Кудряшов
  - Ольга Нурдинова
- Звукооператор: Михаил Оксин
- Текст читал: Владимир Назаров
- Музыку исполнили:
  - Алексей Живайкин
  - Влад Покровский
  - Евгений Иванов
  - Павел Мангасарян
  - Михаил Оксин
- Аранжировщик: Алексей Живайкин
- Директор картины: Кирилл Пегасов
- Продюсер: Вадим Пегасов

## О фильме
- Для режиссёра фильма, Андрея Мельникова, «Страсти по Шагалу» стали режиссёрским дебютом (до этого он работал над мультфильмами в основном как художник и художник-постановщик)[1]
- В картине применены несколько анимационных техник. Куклы, олицетворяющие персонажей — из пластилина. Персонажей снимали на анимационном станке, переносили в компьютер и раскрашивали акрилом, акварелью, гуашью и маслом в компьютерной программе. Результат — эффект оживших масляных картин[1]
- Существенную роль в фильме отведено музыке. Её аранжировщиком является музыкант ансамбля народных инструментов «Кристалл-Балалайка» Алексей Живайкин. Им были переработаны и синтезированы произведения еврейская народная музыка клейзмер[2]

## Конкурсы и фестивали
- 2008 Отобран в программу XIII-го Открытого Российского Фестиваля анимационного кино (Суздаль)
- 2008 Участник российской конопрограммы XXX Московского международного кинофестиваля[3]